# フォート・マイナー
フォート・マイナー　(Fort Minor) は、ミクスチャー・ロックバンドリンキン・パーク (Linkin Park) のMC、マイク・シノダ (Mike Shinoda) を中心としたヒップホッププロジェクト。マイクが楽曲の作成や楽器、プロデュースを担当した。ジェイ・Z (Jay-Z) がエグゼクティブ・プロデューサーをしているほか、多くのヒップホップ・R&Bアーティストが参加している。2006年にリリースしたシングル『Where'd You Go』では、2006 MTV Video Music Awardsの「Ringtone of the Year」を受賞している。

## 参加アーティスト
- ジェイ・Z (Jay-Z)
- ジョナー・マトランガ (Jonah Matranga)
- セルフ・タイトレッド (Celph Titled)
- コモン (Common)
- ブラック・ソート (Black Thought)
- ジョン・レジェンド (John Legend)
- ジョー・ハーン (Joe Hahn / リンキン・パークのDJ)
- ケンナ (Kenna)
- スタイルズ・オブ・ビヨンド (Styles of Beyond)
- ホリー・ブルック (Holly Brook)
- エリック・ボボ (Eric Bobo)

## ディスコグラフィー

### アルバム
- ザ・ライジング・タイド (The Rising Tied) （2005年） / ビルボード・アルバムチャート (Billboard 200) 最高56位。

### シングルカット
- Petrified （2005年）
- Remember The Name （2005年/2006年） / 66位（アメリカ）
- Believe Me （2005年） / 60位（イギリス）、43位（オーストラリア）
- Where'd You Go （2006年） / 4位（アメリカ）、10位（オランダ）、41位（オーストラリア）、14位（ニュージーランド）